# Gerhard Weidner
Gerhard Weidner (* 15. März 1933 in Magdeburg; † 25. September 2021 in Salzgitter) war ein deutscher Leichtathlet und Olympiateilnehmer.
Gerhard Weidner nahm von 1968 bis 1976 an den Olympischen Spielen teil. Seine beste Platzierung war der sechste Platz 1972 im 50-km-Gehen.
Von 1966 bis 1978 nahm er viermal an Europameisterschaften teil. 1974 wurde Weidner Siebter über 50 Kilometer. 1976 wurde er bei den Weltmeisterschaften im 50-km-Gehen Neunter.
Weidner wurde Deutscher Meister in den Jahren 1973, 1976, 1977 und 1979 über 20 Kilometer und in den Jahren 1966, 1974, 1976 und 1977 über 50 Kilometer.
Bei einer Körpergröße von 1,70 m betrug Weidners Wettkampfgewicht 70 kg.

## Vereinszugehörigkeiten
Er startete für den TSV Salzgitter.

## Ehrungen
- 1979 wurde ihm der Rudolf-Harbig-Gedächtnispreis verliehen.
- 1988 wurde er für seine Verdienste um den Sport in Niedersachsen in die Ehrengalerie des niedersächsischen Sports des Niedersächsischen Instituts für Sportgeschichte aufgenommen.
- Für seine sportlichen Erfolge erhielt er von Bundespräsident Walter Scheel das Silberne Lorbeerblatt.[1]